# Ness of Brodgar
El Ness of Brodgar es un estrecho istmo que separa el lago Harray y el lago Stenness en el oeste de la isla Mainland, en el archipiélago de las Orcadas, al norte de Escocia. Sobre él hay un yacimiento arqueológico, el Anillo de Brodgar que forma parte del Corazón neolítico de las Orcadas, lugar Patrimonio de la Humanidad.